# David Nylund
David Filemon Nylund, född 8 mars 1876 i Vikers församling, Örebro län, död 27 september 1960, var en svensk skolledare.
Nylund blev filosofie kandidat vid Uppsala universitet 1899 och filosofie licentiat 1911. Han avlade folkskollärarexamen 1906, organist- och kyrkosångarexamen 1906 och disputerade för lektorskompetens 1917. Han var extra lärare i Falun 1903–05, vikarierande lektor 1906–09, adjunkt i Mariestad 1908, i Södertälje 1912 och rektor vid högre allmänna läroverket i Eskilstuna 1915–41, ordförande i lokalstyrelsen 1934–41 och lektor i Gävle 1925–41.
Nylund blev förste förbundsdirigent i Dalarnes sångarförbund 1907, i Södermanlands sångarförbund 1913 samt hedersdirigent och förbundsordförande 1928. Han blev stadsfullmäktig i Södertälje 1915, i Eskilstuna 1923, vice ordförande 1934, kyrkorådsledamot 1920, kyrkvärd 1931, kyrkofullmäktig 1932, vice ordförande 1935, ordförande 1942, ledamot av Eskilstuna sparbanks styrelse 1937, studierektor och ordförande i styrelsen för flickläroverket 1923, ledamot av läroverksbyggnadskommittén 1915, kyrkobyggnadskommittén 1922, folkskolestyrelsen 1923–39 och ledamot av kyrkomötet 1941. 
I egenskap av dirigent för filharmoniska sällskapen i Falun och Eskilstuna framförde Nylund Gunnar Wennerbergs Jesu födelse, Joseph Haydns Skapelsen och Årstiderna samt Gioacchino Rossinis Stabat Mater. Han invaldes som associé av Kungliga Musikaliska Akademien 1947.